# Bruno Beltrán García
Bruno Beltrán García är en ort i Mexiko.   Den ligger i kommunen Angostura och delstaten Sinaloa, i den västra delen av landet, 1 100 km nordväst om huvudstaden Mexico City. Bruno Beltrán García ligger 15 meter över havet och antalet invånare är 359.
Terrängen runt Bruno Beltrán García är huvudsakligen platt, men åt sydost är den kuperad. Terrängen runt Bruno Beltrán García sluttar västerut. Runt Bruno Beltrán García är det ganska glesbefolkat, med 43 invånare per kvadratkilometer. Närmaste större samhälle är Angostura, 15,0 km norr om Bruno Beltrán García. Trakten runt Bruno Beltrán García består till största delen av jordbruksmark.